# Jannik Mioducki
Jannik Mioducki (* 1993 in Bielefeld) ist ein deutscher Schauspieler.

## Leben
Jannik Mioducki absolvierte sein Schauspielstudium von 2013 bis 2017 an der Otto-Falckenberg-Schule in München. Während seiner Ausbildung gastierte er in München am Pathos Theater und an den Münchner Kammerspielen.
Nach seinem Schauspielstudium ging Jannik Mioducki nach Argentinien und lebte in Buenos Aires. Er wirkte als Schauspieler in der argentinischen TV-Serie Secreto bien guardado unter der Regie von Alberto Lecchi sowie in der romantischen Komödie La protagonista unter der Regie von Clara Picasso mit. Außerdem war er gemeinsam mit der Schauspielerin und Produzentin Inés Efron als Regisseur und Darsteller an der Verfilmung des Theaterstücks Herzstück (De donde el corazón sale) von Heiner Müller beteiligt. Mit dem portugiesischen Dokumentarfilmer und Regisseur Igor Dimitri (* 1986) entwickelte er die Doku-Fiktion Salsa über den „sozialen Mikrokosmos“ eines dominikanischen Frisörs in einem Friseursalon in Buenos Aires.
In Buenos Aires war er außerdem Mitglied des queer-feministischen Kollektivs „ORGIE“, mit dem er in zwei Tanzheater-Projekten auftrat.
Nach seiner Rückkehr nach Deutschland im Winter 2018/19 gastierte er 2019 in zwei Produktionen der Münchner Kammerspiele. Seit 2019 ist er Ensemblemitglied beim Theaterkollektiv „Traumschüff“. In der Spielzeit 2019/20 spielte er am Theater Erlangen neben Hermann Große-Berg und Enrique Fiß in einer Inszenierung des Theaterstücks Momentum von Lot Vekemans.
2023 war er in dem Film Ein schöner Ort von Regisseurin Katharina Huber, der seine Premiere beim Locarno Film Festival hatte, in der männlichen Hauptrolle zu sehen.
Seit Januar 2023 spielt Mioducki ab der 18. Staffel der ZDF-Serie Der Staatsanwalt an der Seite von Rainer Hunold und Anika Baumann die Rolle des „gewissenhaften und bedachten“ Kriminaloberkommissars Alexander Witte.
Jannik Mioducki ist Vater eines Sohnes (* 2020) und lebt in Berlin.

## Filmografie (Auswahl)
- 2017: #ichbingenug (Kurzfilm)
- 2019: Secreto bien guardado (Fernsehserie)
- 2019: De donde el corazón sale (Kurzfilm, als Darsteller/Regisseur)
- 2020: La protagonista (Kinofilm)
- 2020: Salsa (Dokumentarfilm)
- 2023: Ein schöner Ort (Kinofilm)
- seit 2023: Der Staatsanwalt (Fernsehserie, Serienhauptrolle)